# Вилхем Ханеман
Вилхелм „Вили“ Ханеман (14. април 1914 – 23. август 1991) био је аустријски и немачки фудбалер који је каријеру започео у Адмири из Беча.
У сезони аустријске лиге 1935-36 постигао је 23 гола за свој клуб и постао најбољи стрелац лиге. Ханеман је 13. септембра 1943. играо у пријатељској утакмици за Славију Праг. Ханеман је постигао 9, а Јозеф Бикан 8 поена у победи од 20 : 1 против Ухонице.